# Ndary Lô
Ndary Lô (Dakar, 1961 – Lione, 8 giugno 2017) è stato un artista senegalese.

## Biografia
Nato nel 1961 è cresciuto nella regione di Thiès.
Ndary Lô vince il Gran premio Léopold Sédar Senghor (Grand Prix Léopold Sédar Senghor) alla Biennale di Dakar del 2002, dove espone La longue marche du changement. Il presidente della giuria della biennale Ery Camara spiega che la decisione di premiare l'opera è stata unanime tra i membri della giuria e che il lavoro vince per la sua intensità. La decisione di premiare Ndary Lô suscita polemiche tra i partecipanti della biennale, mentre la stampa senegalese la sostiene con entusiasmo.
Durante la Biennale di Dakar 2008, Ndary Lô presenta l'installazione del titolo La Muraille verte ricevendo per la seconda volta il Gran premio Léopold Sédar Senghor (Grand Prix Léopold Sédar Senghor) insieme all'artista Hadji Mansour Ciss.
È scomparso nel 2017 all'età di 56 anni a seguito di un tumore

## Opere
Le opere di Ndary Lô sono sculture e installazioni.
- 2002: La longue marche du changement (La lunga marcia verso il cambiamento) è un'installazione composta da sculture metalliche di grandi uomini in marcia su un tappeto di ciabattine cinesi infradito blu – molto diffuse in tutta l'Africa – verso “il futuro”. L'opera ha vinto il Gran premio Léopold Sédar Senghor (Grand Prix Léopold Sédar Senghor) alla Biennale di Dakar del 2002
- 2005: Sama a Yakhi Maam (Le ossa dei miei antenati) : ossa, ferro e fibre
- 2008: La Muraille verte

## Esposizioni
- 1996 : Sous le signe de la paix, Museo d'arte di Dakar, Dakar; Centro culturale francese, Saint-Louis
- 1998 : Sous le signe de la marche, Centro culturale francese, Saint-Louis
- 2000 : Sous le signe de l'adaptation, Maison d'accueil du Jeune travailleur, Lilla; Place de l'Indépendance, Dakar
- 2002 : L'Art en marche, Musée Dapper di Parigi; Studio Éberis, Biennale de Dakar del 2002
- 2003 : Festival Mawazine, Rabat
- 2004 : Ndary Lô, postures, stations et autres sculptures, Galerie Guigon, Paris ; Recours, Maison des Esclaves, Gorée; Biennale de Dakar del 2004; Verticales, Maison folie, Villeneuve-d'Ascq
- 2006 : Les Attaches célestes, Le Manège, Dakar